# .mp
A .mp az Északi-Mariana-szigetek internetes legfelső szintű tartomány kódja, melyet 1996-ban hoztak létre.

## Második szintű tartománykódok
- gov.mp
- org.mp
- com.mp
- nic.mp
- sunrise.mp
- get.mp

## Külső lapok
- IANA .mp kikicsoda Archiválva 2006. április 24-i dátummal a Wayback Machine-ben
- .mp domain regisztrációs oldal